# Scoliocentra czekanowskii
Scoliocentra czekanowskii är en tvåvingeart som beskrevs av Gorodkov 1977. Scoliocentra czekanowskii ingår i släktet Scoliocentra och familjen myllflugor. Inga underarter finns listade i Catalogue of Life.